# Soft Machine
«Soft Machine» — британський гурт, утворений у серпні 1966 року у місті Кантербері. Назву гурту взято з назви книги Вільяма Берроуза The Soft Machine. До першого складу гурту входили: Майк Ретледж (Mike Ratledge) — клавішні, флейта; Кевін Ейерс (Kevin Ayers) — гітара, бас, вокал; Дейвід Оллен (Daevid Allen) — гітара; Роберт Уайтт (Robert Wyatt) — вокал, ударні та Леррі Нолан (Larry Nolan) — гітара. Восени 1967 року встановився остаточний склад формації: Ейерс, Уайтт та Ретледж.
Перший успіх гурту принесли виступи у лондонських клубах «Roundhouse» та «UFO», а також участь у хеппенінгах Алана Зайона у французькому місті Сан-Тропез. 1968 року гурт з успіхом концертував Америкою з Джимом Хендріксом, який разом з своїм продюсером Чейсом Чендлером допомогли записати їм дебютний сингл «Love Makes Sweet Music», що вийшов на фірмі «Polydor», а також перший альбом.
На початку 1969 року місце Ейерса після Лін Добсона (Lyn Dobson), Марка Чейріга (Marc Charing) та Ніка Евенса зайняв Х'ю Хоппер (Hugh Hopper). Того ж року гурт почав тісно співпрацювати з кількома музикантами фрі-джазового оркестру Centipede, a одного з них, Елтона Діна (Elton Dean) — саксофон, заангажував 1970 року до свого складу. Відповідно і музика, яку грали The Soft Machine, почала еволюціонувати у бік джаз-року. Альбоми «Volume Two» та «Third», що з'явились у той період, належать до найцікавіших робіт у дискографії гурту. Також їм вдалось внести до своїх композицій елементи гумору — найкращим прикладом цього є пісня Уайтта «Moon In June».
Восени 1971 року Уайтт залишив гурт і утворив формацію Matching Mole (перетлумачення назви Soft Machine французькою мовою — Machine Molle). Тим часом новим ударником став Філ Ховард (Phil Howard), a 1972 року його місце зайняв Джон Маршалл (John Marshall). Того ж року Діна замінив Карл Дженкінс (Karl Jenkins), a 1973 року Хоппер покинув The Soft Machine і почав виступати спочатку з Isotope, a потім з Gilgamesh. Новими членами гурту стали Рой Беббінгтон (Roy Babbington) — бас, а також Аллан Холдсворт (Allan Holdsworth) — гітара, якого 1975 року замінив Джон Етерідж (John Etheridge).
Soft Machine став одним з найпопулярніших джаз-рокових гуртів, який порівнювали з найкращими американськими конкурентами. Однак після того, як у січні 1976 року Ретледж залишив гурт, Soft Machine втратили своє індивідуальне звучання і стали уподібнюватись іншим формаціям, що грали у цьому ж стилі. Незважаючи на професіоналізм і віртуозність Джона Утеріджа, гурту бракувало старого духу та елементів дадаїзму, які впроваджував Уайтт, і на початку вісімдесятих гурт припинив своє існування. Щоправда 1984 року Дженкінс та Маршалл сформували новий склад Soft Machine разом з Дейвом Макреєм (Dave Macray) та Рейем Уорлеєм (Ray Warleighem) і були заангажовані на один сезон до клубу Ронні Скотта.

## Дискографія
- 1968: The Soft Machine
- 1969: The Soft Machine Volume Two
- 1970: Third
- 1971: Fourth
- 1972: Fifth
- 1972: Six
- 1973: Seven
- 1974: Bundles
- 1976: Softs
- 1976: At The Beginning
- 1977: Triple Echo
- 1978: Alive & Well — Recorded In Paris
- 1981: The Land Of Cockayne
- 1988: Live At The Proms 1970
- 1988: Jet Propelled Photographs
- 1990: The Soft Machine Turns On — The Peel Sessions
- 1990: The Untouchable
- 1991: As If…
- 1995: Rubber Riff
- 1995: The Best Of Soft Machine: The Harvest Years
- 1995: Live In France

### Х'ю Хоппер (Hugh Hopper)
- 1973: 1984
- 1977: Hopper Tunity Box
- 1979: Monster Band